# Natació sincronitzada al Campionat del Món de natació de 2003 – Rutina de solo
La prova de rutina de solo de natació sincronitzada del Campionat del Món de natació de 2003 es va celebrar el 13 (preliminar tècnica), 14 (preliminar lliure) i 17 de juliol (final lliure) a les Piscines Bernat Picornell de la ciutat de Barcelona (Espanya).

## Resum
Virginie Dedieu va guanyar la medalla d'or, la primera per a la natació sincronitzada francesa a l'hora que va esdevindre la primera nedadora en penjar-se tres medalles en la prova de solo del Campionat del món. Anastassia Iermakova va ser segona, després de dues edicions on les nedadores russes havien estat campiones. Gemma Mengual, amb música de Roque Baños, va ser tercera. Aquesta era la segona medalla en un Campionat del món per a Mengual i per a l'equip espanyol en tota la seva història, després de la plata en combinada del dia anterior. Va ser el primer podi de una competició mundial plenament europeu. Les representants japonesa, estatunidenca i canadenca varen ser quarta, cinquena i sisena, despès del domini que els equips nacionals havien tingut als darrers trenta anys.

## Resultats

### Final
| Posició | Nedadores               | CON             | Preliminar tècnica (50%) | Preliminar tècnica (50%) | Final lliure (50%) | Final lliure (50%) | Total  |
| Posició | Nedadores               | CON             | Punts                    | Posició                  | Punts              | Posició            | Punts  |
| ------- | ----------------------- | --------------- | ------------------------ | ------------------------ | ------------------ | ------------------ | ------ |
| 1       | Virginie Dedieu         | França          | 98.667                   | 1                        | 99.833             | 1                  | 99.251 |
| 2       | Anastassia Iermakova    | Rússia          | 96.500                   | 3                        | 98.333             | 2                  | 97.417 |
| 3       | Gemma Mengual           | Espanya         | 96.333                   | 2                        | 98.333             | 2                  | 97.334 |
| 4       | Miya Tachibana          | Japó            | 96.333                   | 3                        | 97.000             | 4                  | 96.667 |
| 5       | Anna Kozlova            | Estats Units    | 95.400                   | 5                        | 95.267             | 6                  | 95.314 |
| 6       | Jessica Chase           | Canadà          | 94.333                   | 6                        | 95.167             | 5                  | 94.751 |
| 7       | Lorena Zaffalon         | Itàlia          | 91.666                   | 7                        | 93.500             | 7                  | 92.583 |
| 8       | Daria Xemiàkina         | Ucraïna         | 91.666                   | 7                        | 92.667             | 8                  | 92.167 |
| 9       | Christina Thalassinidou | Grècia          | 91.666                   | 7                        | 92.334             | 10                 | 92.000 |
| 10      | Li Zhen                 | R.P. de la Xina | 91.166                   | 10                       | 92.500             | 9                  | 91.833 |
| 11      | Belinda Schmid          | Suïssa          | 90.500                   | 12                       | 90.834             | 11                 | 90.667 |
| 11      | Kim Min-Jeong           | Corea del Sud   | 90.834                   | 12                       | 90.500             | 12                 | 90.667 |